# Tuntutuliak
Tuntutuliak és una concentració de població designada pel cens dels Estats Units a l'estat d'Alaska. Segons el cens del 2000 tenia 370 habitants.

## Demografia
Segons el cens del 2000, Tuntutuliak tenia 370 habitants, 84 habitatges, i 74 famílies La densitat de població era d'1,2 habitants/km².
Dels 84 habitatges en un 54,8% hi vivien nens de menys de 18 anys, en un 57,1% hi vivien parelles casades, en un 16,7% dones solteres, i en un 11,9% no eren unitats familiars. En el 10,7% dels habitatges hi vivien persones soles l'1,2% de les quals corresponia a persones de 65 anys o més que vivien soles. El nombre mitjà de persones vivint en cada habitatge era de 4,4 i el nombre mitjà de persones que vivien en cada família era de 4,74.
Per edats la població es repartia de la següent manera: un 42,7% tenia menys de 18 anys, un 11,1% entre 18 i 24, un 25,4% entre 25 i 44, un 15,4% de 45 a 60 i un 5,4% 65 anys o més.
L'edat mediana era de 23 anys. Per cada 100 dones de 18 o més anys hi havia 109,9 homes.
La renda mediana per habitatge era de 25.500 $ i la renda mediana per família de 26.000 $. Els homes tenien una renda mediana de 38.750 $ mentre que les dones 18.750 $. La renda per capita de la població era de 7.918 $. Aproximadament el 27,3% de les famílies i el 23% de la població estaven per davall del llindar de pobresa.

## Poblacions més properes
El següent diagrama mostra les poblacions més properes.